# Математическая статистика

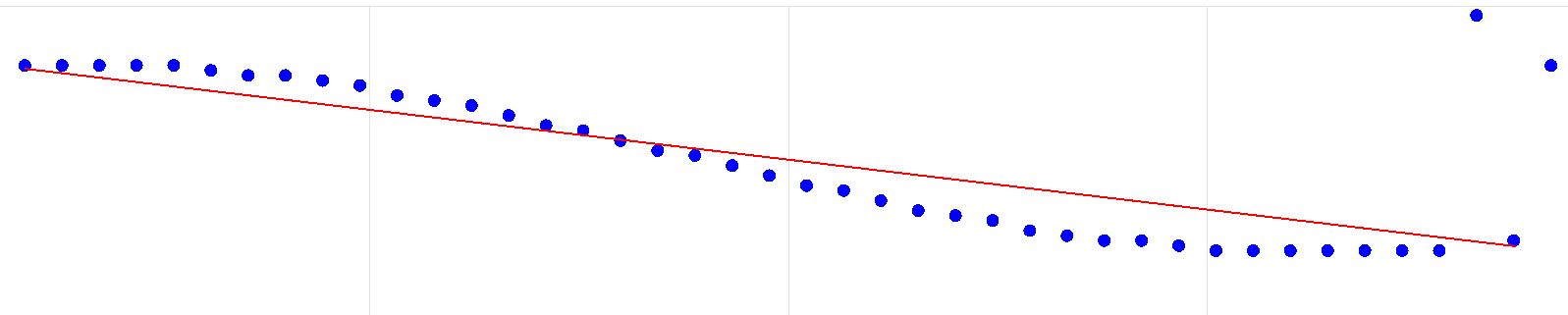
Пример линии (красная), построенной с использованием линейной регрессии

Математи́ческая стати́стика — наука, разрабатывающая математические методы систематизации и использования статистических данных для научных и практических выводов.
Во многих своих разделах математическая статистика опирается на теорию вероятностей, дающую возможность оценить надёжность и точность выводов, делаемых на основании ограниченного статистического материала (например, оценить необходимый объём выборки для получения результатов требуемой точности при выборочном обследовании).

## Предмет и методы
Математическая статистика — раздел математики, разрабатывающий методы регистрации, описания и анализа данных наблюдений и экспериментов с целью построения вероятностных моделей массовых случайных явлений. В зависимости от математической природы конкретных результатов наблюдений, математическая статистика делится на статистику чисел, многомерный статистический анализ, анализ функций (процессов) и временных рядов, статистику объектов нечисловой природы.
Выделяют описательную статистику, теорию оценивания и теорию проверки гипотез.
Описательная статистика есть совокупность эмпирических методов, используемых для визуализации и интерпретации данных (расчёт выборочных характеристик, таблицы, диаграммы, графики и т. д.), как правило, не требующих предположений о вероятностной природе данных. Некоторые методы описательной статистики предполагают использование возможностей современных компьютеров. К ним относятся, в частности, кластерный анализ, нацеленный на выделение групп объектов, похожих друг на друга, и многомерное шкалирование, позволяющее наглядно представить объекты на плоскости.
Методы оценивания и проверки гипотез опираются на вероятностные модели происхождения данных. Эти модели делятся на параметрические и непараметрические. В параметрических моделях предполагается, что характеристики изучаемых объектов описываются посредством распределений, зависящих от (одного или нескольких) числовых параметров. Непараметрические модели не связаны со спецификацией параметрического семейства для распределения изучаемых характеристик. В математической статистике оценивают параметры и функции от них, представляющие важные характеристики распределений (например, математическое ожидание, медиана, стандартное отклонение, квантили и др.), плотности и функции распределения и пр. Используют точечные и интервальные оценки.
Большой раздел современной математической статистики — статистический последовательный анализ, фундаментальный вклад в создание и развитие которого внёс А. Вальд во время Второй мировой войны. В отличие от традиционных (непоследовательных) методов статистического анализа, основанных на случайной выборке фиксированного объёма, в последовательном анализе допускается формирование массива наблюдений по одному (или, более общим образом, группами), при этом решение о проведении следующего наблюдения (группы наблюдений) принимается на основе уже накопленного массива наблюдений. Ввиду этого, теория последовательного статистического анализа тесно связана с теорией оптимальной остановки.
В математической статистике есть общая теория проверки гипотез и большое число методов, посвящённых проверке конкретных гипотез. Рассматривают гипотезы о значениях параметров и характеристик, о проверке однородности (то есть о совпадении характеристик или функций распределения в двух выборках), о согласии эмпирической функции распределения с заданной функцией распределения или с параметрическим семейством таких функций, о симметрии распределения и др.
Большое значение имеет раздел математической статистики, связанный с проведением выборочных обследований, со свойствами различных схем организации выборок и построением адекватных методов оценивания и проверки гипотез.
Задачи восстановления зависимостей активно изучаются более 200 лет, с момента разработки метода наименьших квадратов К. Гауссом, А.-М. Лежандром и Р. Эдрейном на рубеже XVIII и XIX веков.
Разработка методов аппроксимации данных и сокращения размерности описания была начата более 100 лет назад, когда Карл Пирсон создал метод главных компонент. Позднее были разработаны факторный анализ и многочисленные нелинейные обобщения.
Различные методы построения (кластер-анализ), анализа и использования (дискриминантный анализ) классификаций (типологий) именуют также методами распознавания образов (с учителем и без), автоматической классификации и др.
В настоящее время компьютеры играют большую роль в математической статистике. Они используются как для расчётов, так и для имитационного моделирования (в частности, в методах размножения выборок и при изучении пригодности асимптотических результатов).